# 智利
智利共和国（西班牙語：República de Chile），通稱智利（西班牙語：Chile），是位於南美洲的国家，智利西部与南部濒临太平洋，北靠秘鲁，东邻玻利维亚及阿根廷。為南美洲國家聯盟的成員國。除此之外，智利与厄瓜多尔相同，是两個不与巴西相接的南美洲国家之一。
智利地处美洲大陆的最南端，与南极洲仅隔德雷克海峡相望，为全球最南端的國家（对南极洲的主權申索不計算在內）。智利人口約有1,800萬，種族以白人、混血族群居多，與其東方鄰國阿根廷同樣，幾乎沒有非洲裔人口，其他則以本土原住民少數族群相對為多。智利教育高度发达，其教育素质与水准在发达国家获普遍承认。智利在新闻自由、人类发展指数、民主发展等方面也取得很高的排名。社會方面，智利约相當於經濟处于發達水平的北美洲及歐洲國家。
智利拥有非常丰富的矿产资源、森林资源，以及渔业资源，北部安托法加斯塔大區的埃斯孔迪達銅礦是目前全球年產量最高的露天銅礦。其境内的阿塔卡马沙漠是世界旱极，藏有大量的铜和锂资源；中部则是文化和政治中心；森林资源主要集中在南部。在智利的南海岸有着错综复杂的由峡湾、湖泊、运河和岛屿组成的迷宫。智利也是世界上絕大多數天然硝石礦的生產國。

## 名称来源
16世纪的西班牙作家迭戈·德·罗萨莱斯的著作里最先出现「Chile」这个名称，是由当地印第安人土著的克丘亚语“奇里”演化而来的，“奇里”即“寒冷”之意。
其他理论认为，智利的名字可能来自印加人的词，意思是“地球的尽头”或“海鸥”。
因國土狹長，智利又有別稱“絲帶國”。

## 历史

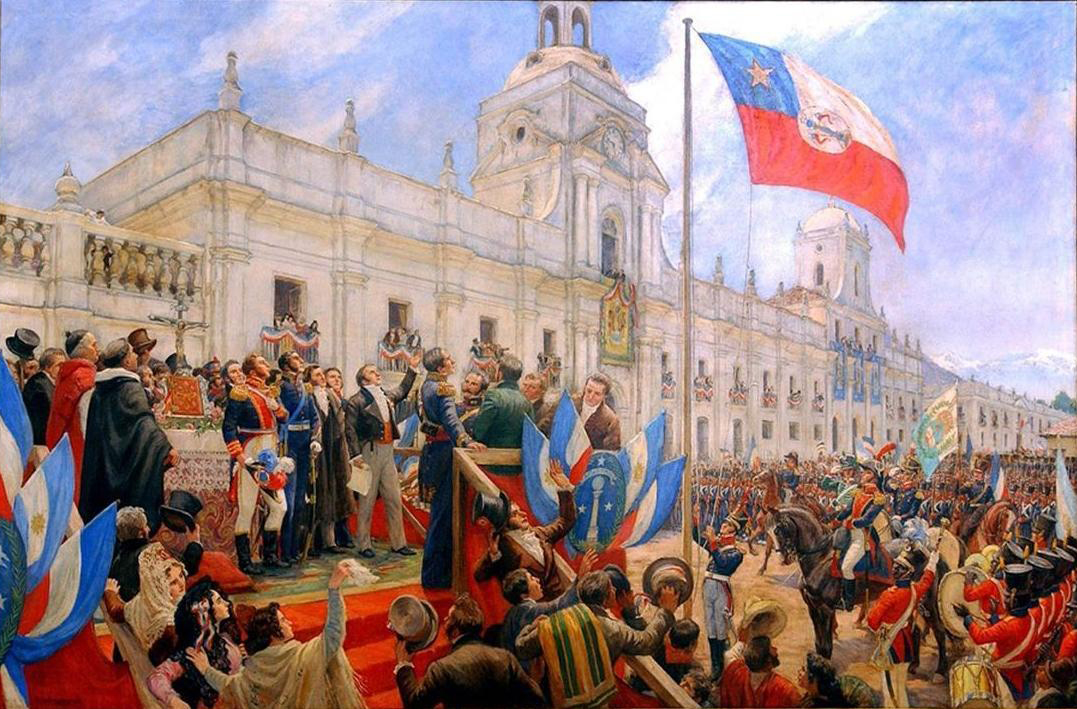
《智利獨立宣言》，佩德羅·蘇貝卡索繪/1945年

智利北部在西班牙征服者到达以前是印加帝国的一部分。自16世纪起西班牙人开始征服智利（1541年圣地牙哥建城）。南方的马普切人顽强反抗西班牙人的入侵。这里一直到19世纪中才成为智利的一部分。
1810年9月18日，以被罷黜的西班牙國王斐迪南七世之名成立了臨時軍政府，自此開啟智利獨立運動，故此日成為智利國慶日。
1818年2月12日智利在贝尔纳多·奥希金斯的領導之下宣布独立。19世纪内西班牙外的许多欧洲裔移民到智利。在1879年到1883年的硝石战争中智利占领了那时属于秘鲁和玻利维亚的阿塔卡马沙漠。
1930年的世界经济大萧条对智利造成十分嚴重的打擊。铜和硝石的价格巨跌。从1930年代後经济逐渐得到恢复。
1960年5月22日發生智利大地震。
1970年，智利社會黨成員、人民团结阵线的领袖萨尔瓦多·阿连德在獲基督教民主黨支持後，獲國會選为总统。其社會主義改革政策使许多产业（如铜矿）被国有化，支援在秘魯發動军事革命的贝拉斯科政权，並与古巴重新建立外交关系。另一方面，担心智利成为西半球的第二个古巴的美国利用中情局支援其国内反对派，世界银行大幅度削减了给予智利政府的贷款。
1973年，基督教民主黨撤回對阿连德總統的支持。1973年9月11日，智利陆军首长奥古斯托·皮诺切特发动政变。拒绝下台的阿连德自杀，皮诺切特成为国家元首。在接下来的1974年，皮诺切特奠定了以自己为首的军事独裁制度，秘密警察的活动导致上千人被杀，包括人民团结阵线在内的许多持不同政见者都受到镇压，上百万阿连德的支持者被迫流离。
皮诺切特政府上任后推行一系列市场经济政策，进行一系列减税和私有化改革，创造了智利奇迹，但经济波动较大。1980年，皮诺切特制定新憲法，憲法之後即使經過多次修定，但運行之今。
1988年全民表决中，大多数人反对皮诺切特继续任职。
1989年自由选举，基督教民主党人帕特里西奥·艾尔文·阿索卡尔被选为总统，1990年3月11日就职，结束了皮诺切特17年的统治，但皮諾切特繼續擔任陸軍參謀長。中間偏左聯盟開始執政至2010年。雖然中間偏左聯盟勝出總統選舉並連續執政，但因國會缺乏絕對多數，因此需要和右翼反對黨合作。
1994年至2000年间，基督教民主党人爱德华多·弗雷当选总统。
1998年皮诺切特从陆军首长职务退位，同年在英国被捕。其后他被软禁。2000年，由于身体健康的原因被释放。2000年起社会党人里卡多·拉戈斯·埃斯科瓦尔当选总统，社會黨自1970年的阿連德，再度掌握總統職位。
2006年1月15日，米歇尔·巴切莱特在选举中获胜，当选该国歷史上第一位女总统。3月11日，巴切莱特在瓦尔帕莱索宣誓就职为智利共和国第47位总统。
2010年2月27日凌晨3时34分，智利南部的康赛普西翁发生里氏規模8.8地震。地震在智利全国造成至少750人死亡，200多万人不同程度受灾。地震灾区交通中断，房屋倒塌严重。
2010年3月11日，塞巴斯蒂安·皮涅拉就任智利总统，标志近20年来智利右派重新夺回总统的宝座，亦是52年來，右派首次勝出民主選舉。
2014年3月11日，米歇尔·巴切莱特再次就任智利总统，中間偏左聯盟再次執政。
2018年3月11日，塞巴斯蒂安·皮涅拉再次就任智利总统，中間偏右聯盟再次執政。
2022年3月11日，加布列·博里奇以35歲之齡就任智利总统，成為智利史上最年輕的國家元首。中間偏左聯盟再次執政。

## 地理

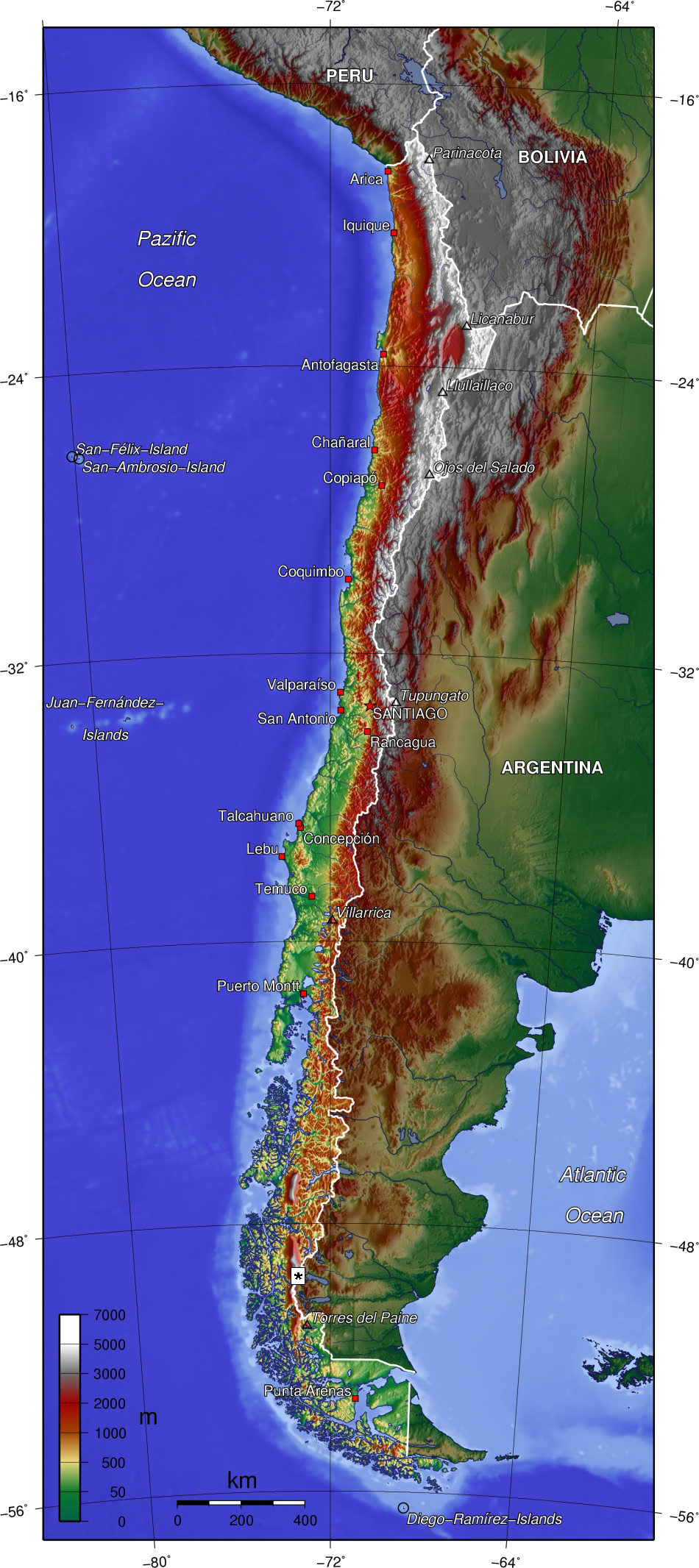
智利地形图

智利南北距離4300多公里，位于安第斯山脉与太平洋之间，东西平均距離却只有200公里（最寬處大約400公里左右），令国土看起来相当狭窄，幾乎成為全世界國土最狹長的國家之一，因此智利亦有“丝带国”称号。
大致上智利可分三个区域，或可細分為五個自然區域。
- 北部多山，许多山峰在6000米以上。在安第斯山脉的两条山脊之间是阿他加马沙漠，这是地球上最干燥的地方，因副熱帶高壓壟罩，往往终年无雨。过去这裡有硝酸矿被开发，现在主要是铜矿。这个地区较大的城市是安托法加斯塔及伊基克。
- 中部气候地中海型气候。这个区域土地非常肥沃，三分之二人口聚集於此。首都圣地亚哥（约650万居民）就在这裡。除此之外还有瓦尔帕莱索（主要港口）和康塞普西翁（工农业中心）是重要城市。
- 南部可分為湖區（英语：Chilean Lake District）及巴塔哥尼亞地區。湖區為多雨地帶，遍布湖泊與原始森林。巴塔哥尼亞地區氣候寒冷、人口較少，海岸則多岛屿以及峽灣。大陆南方為火地岛，智利和阿根廷各占一半。火地岛前的一个岛上的合恩角是智利和南美洲的最南点。本區的北冰原與南冰原，是極地以外由冰川冰所構成的最大區域之一。较大的城市是蒙特港、旁塔阿雷納斯。

从西向东首先是一条狭窄的海岸，然后是山脉，然后是比较宽的高原。在中部这个高原很肥沃，可以被用作耕地和牧场。智利和玻利维亚和阿根廷的边界线是安第斯山脉的东山脊。
除此之外太平洋中的胡安·费尔南德斯群岛和复活节岛也属智利。
年平均降雨量在智利北部的安托法加斯塔为12.7毫米，在圣地亚哥为375毫米，在南部的火地岛为5800毫米。

### 气候

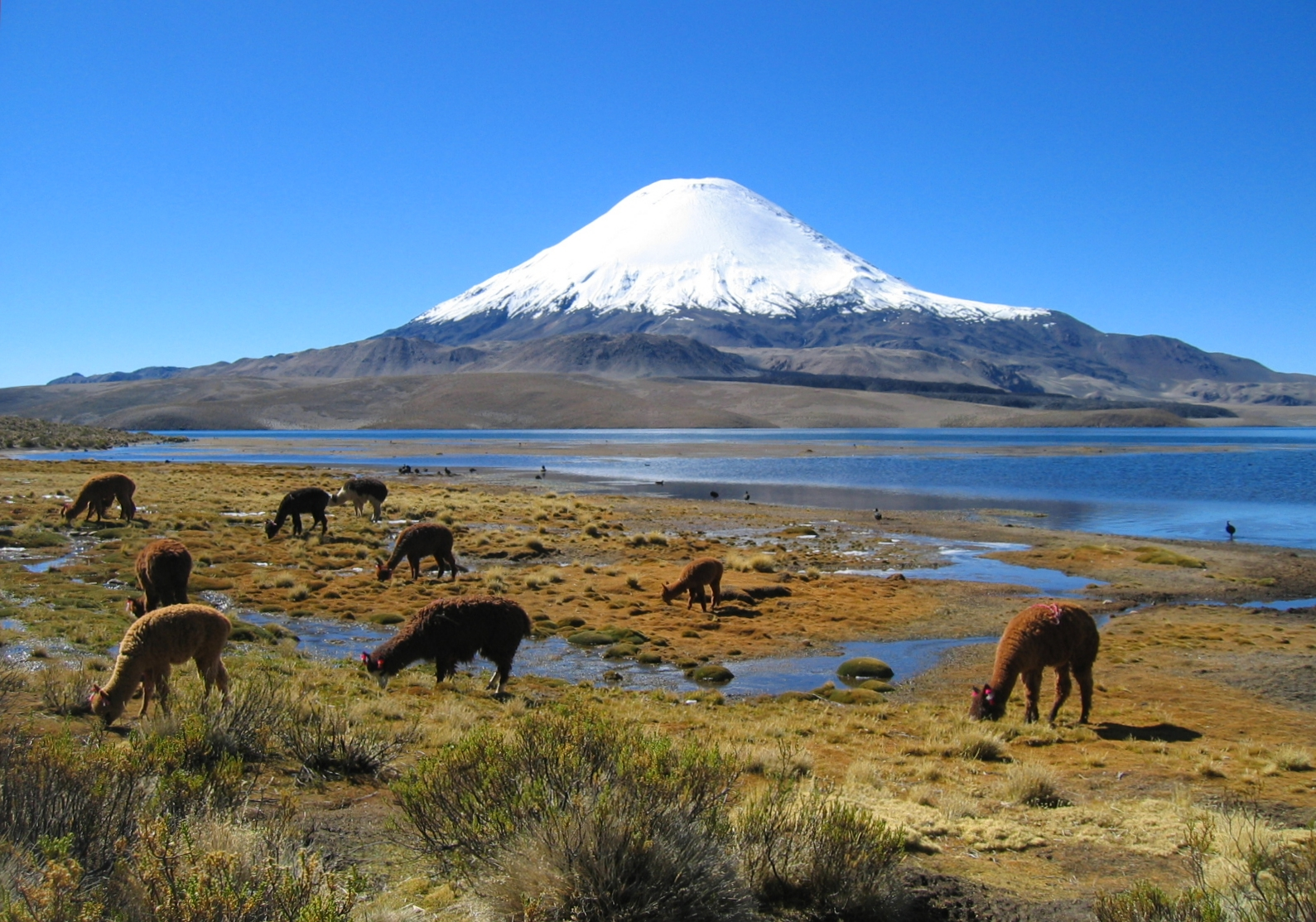
智利北部的帕里納科塔火山
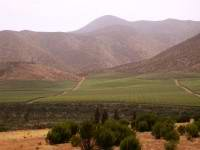
智利中北部的埃爾基谷（英语：Elqui Valley (wine region)）
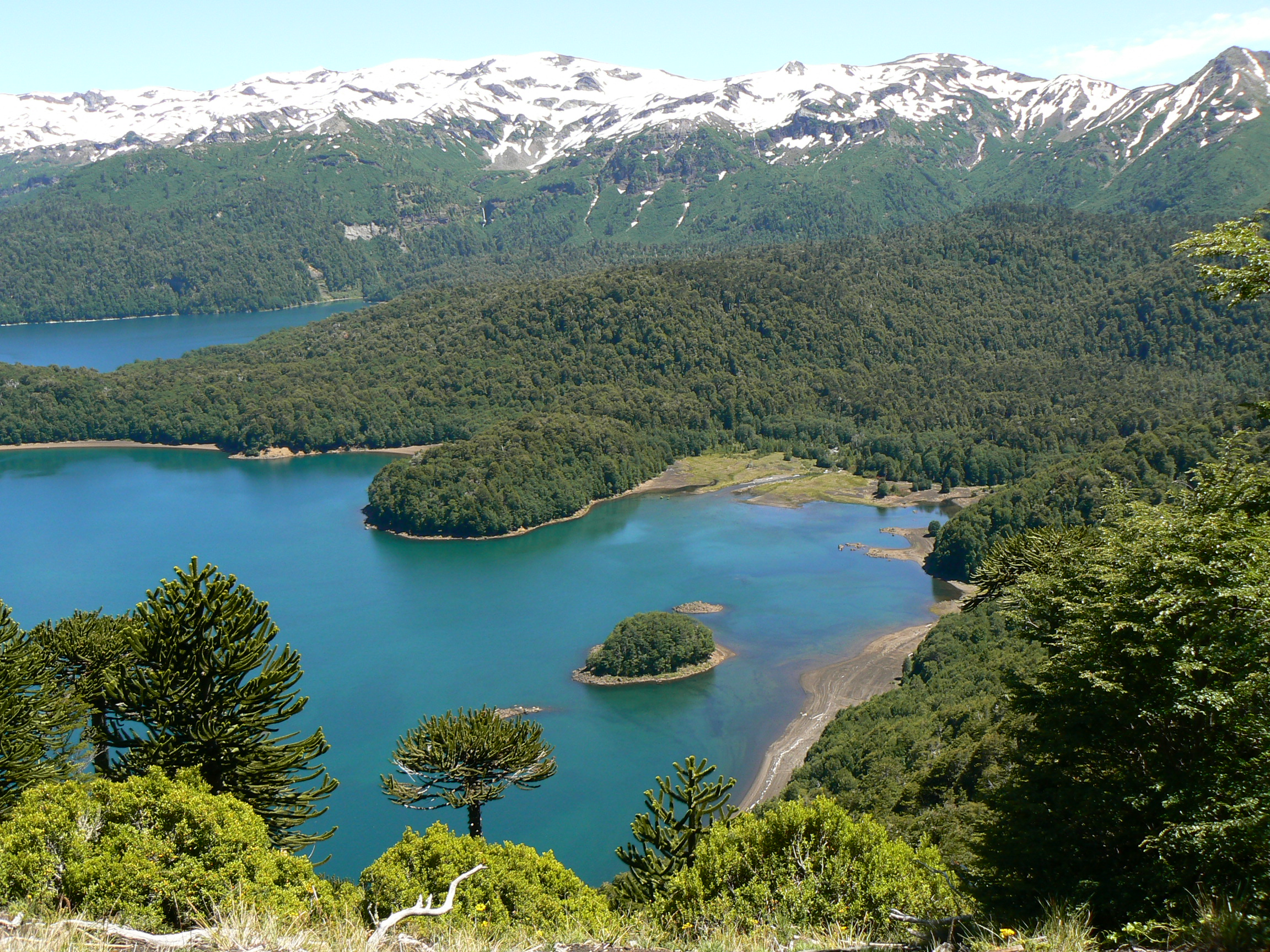
智利中南部孔吉利奧國家公園
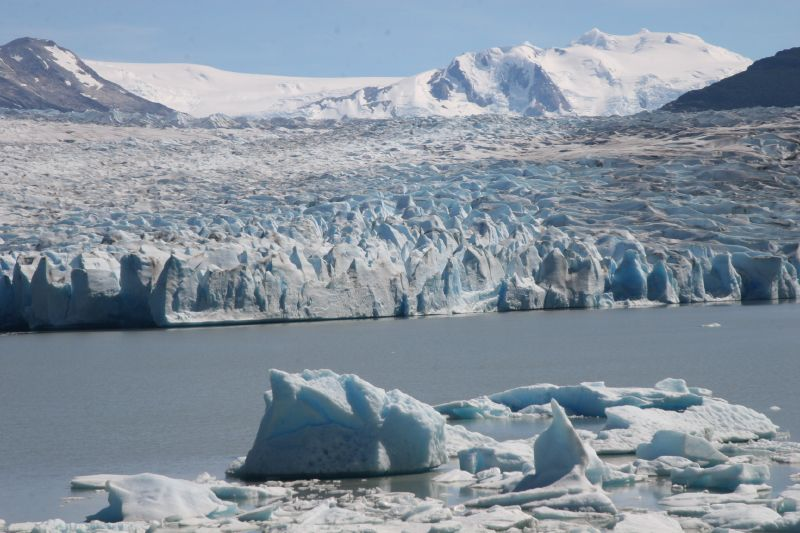
智利中南部格雷冰川（英语：Grey Glacier）
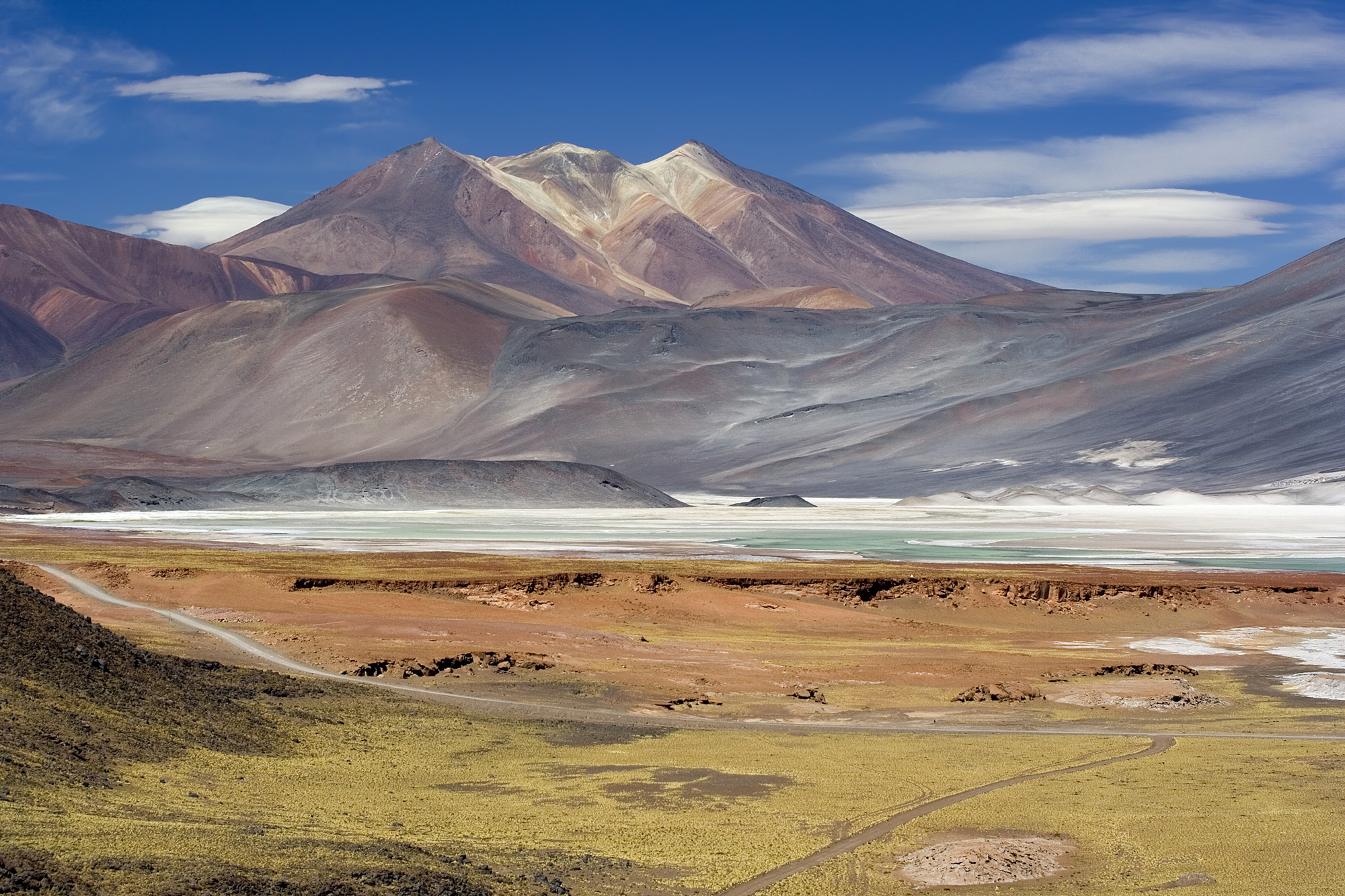
智利阿他加馬沙漠附近的塔拉尔盐湖（英语：Salar de Talar）

由于国土横跨38个纬度，而且各地区地理条件不一，智利的气候複雜多样包括多种形态，很难用一句话总结智利全国的气候状况。按照柯本气候分类法，在智利国境内至少包括了七种主要的气候亚类型，包括北部的沙漠和东部及东南部的高山苔原和冰川，复活节岛上的湿润亚热带性气候，智利南部的海洋性气候以及智利中部的地中海气候。全国大多数地区有四个季节：夏季（12月至2月），秋季（3月至5月），冬季（6月至8月）和春季（9月至11月）。

### 时区
由于智利本土和复活节岛之间的距离遥远，因此智利全国使用4种不同的UTC时间：
- 智利本土使用UTC-4时间，夏季则使用夏时制为UTC-3时间。
- 复活节岛使用UTC-6时间，夏季则使用夏时制为UTC-5时间。

## 行政区划
智利全國分為16個大區（regiones）。每個大區都有一個區域首長（Intendant），由智利總統委任。大區之下為省份，全國共有54個省份。從前，大區名稱的字首都有羅馬數字，以示其區號。2018年2月頒布的《加強區域法》（第21074號法律）刪除了該區號。
| 编号 | 名称                   | 西班牙语名 | 首府         |
| ---- | ---------------------- | ---------- | ------------ |
| XV   | 阿里卡和帕里纳科塔大区 |            | 阿里卡       |
| I    | 塔拉帕卡大区           |            | 伊基克       |
| II   | 安托法加斯塔大区       |            | 安托法加斯塔 |
| III  | 阿塔卡马大区           |            | 科皮亚波     |
| IV   | 科金博大区             |            | 拉塞雷纳     |
| V    | 瓦尔帕莱索大区         |            | 瓦尔帕莱索   |
| RM   | 圣地亚哥首都大区       |            | 圣地亚哥     |
| VI   | 奥伊金斯将军解放者大区 |            | 兰卡瓜       |
| VII  | 马乌莱大区             |            | 塔尔卡       |
| XVI  | 纽布莱大区             |            | 奇廉         |
| VIII | 比奥比奥大区           |            | 康赛普西翁   |
| IX   | 阿劳卡尼亚大区         |            | 特木科       |
| XIV  | 河大区                 |            | 瓦尔迪维亚   |
| X    | 湖大区                 |            | 蒙特港       |
| XI   | 伊瓦涅斯将军的艾森大区 |            | 科伊艾克     |
| XII  | 麦哲伦-智利南极大区    |            | 蓬塔阿雷纳斯 |

### 城市
約85%的人口居住在城市地區，重要城市有聖地牙哥、康塞普西翁、瓦尔帕莱索、伊基克、蒙特港、蓬塔阿雷纳斯等。
| 圣地亚哥-德智利 康塞普西翁 | 1  | 圣地亚哥-德智利 | 圣地亚哥首都大区       | 5,898,612 | 瓦尔帕莱索 拉塞雷纳 |
| 圣地亚哥-德智利 康塞普西翁 | 2  | 康塞普西翁      | 比奥比奥大区           | 949,023   | 瓦尔帕莱索 拉塞雷纳 |
| 圣地亚哥-德智利 康塞普西翁 | 3  | 瓦尔帕莱索      | 瓦尔帕莱索大区         | 934,859   | 瓦尔帕莱索 拉塞雷纳 |
| 圣地亚哥-德智利 康塞普西翁 | 4  | 拉塞雷纳        | 科金博大区             | 413,716   | 瓦尔帕莱索 拉塞雷纳 |
| 圣地亚哥-德智利 康塞普西翁 | 5  | 安托法加斯塔    | 安托法加斯塔大区       | 348,669   | 瓦尔帕莱索 拉塞雷纳 |
| 圣地亚哥-德智利 康塞普西翁 | 6  | 特木科          | 阿劳卡尼亚大区         | 345,247   | 瓦尔帕莱索 拉塞雷纳 |
| 圣地亚哥-德智利 康塞普西翁 | 7  | 伊基克          | 塔拉帕卡大区           | 279,408   | 瓦尔帕莱索 拉塞雷纳 |
| 圣地亚哥-德智利 康塞普西翁 | 8  | 兰卡瓜          | 奥伊金斯将军解放者大区 | 277,090   | 瓦尔帕莱索 拉塞雷纳 |
| 圣地亚哥-德智利 康塞普西翁 | 9  | 蒙特港          | 湖大区                 | 238,455   | 瓦尔帕莱索 拉塞雷纳 |
| 圣地亚哥-德智利 康塞普西翁 | 10 | 阿里卡          | 阿里卡和帕里纳科塔大区 | 210,936   | 瓦尔帕莱索 拉塞雷纳 |

## 人口

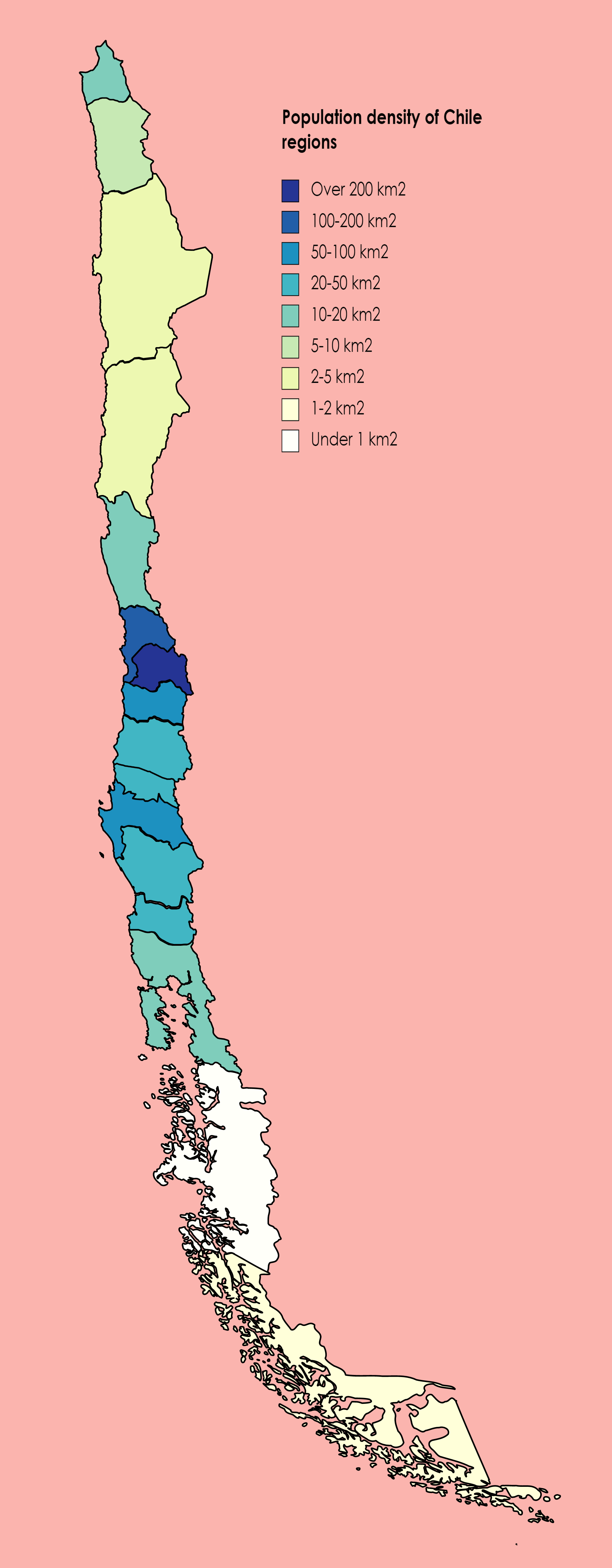
智利大區人口密度圖

2012年智利人口普查16,341,929人。由于1990年代以来的出生率下降，智利人口增长率一直在下降，预计2050年前后人口会达到2,020万，并且会出现人口负增长。
智利是一个多民族的社会，其居民由许多旧大陆国家的移民后裔、印第安原住民和这些族群之间的混血人口组成。在智利，约有59％的人口认为自己是欧洲白人后裔，25％的人口认为自己是麦士蒂索人（欧洲白人后裔和印第安人通婚形成的混血种人），其余为非洲黑人后裔、印第安人、亚裔（包括华裔）等其他族群。智利的白人主要由西班牙殖民者后裔组成（主要是卡斯蒂利亚、安达卢西亚和巴斯克人），还有从葡萄牙、意大利、爱尔兰、法国、希腊、德国、英国、荷兰、克罗地亚、俄罗斯、波兰、匈牙利等国移民到智利的，当然也有这些欧洲民族之间的混血人和来自中东的阿拉伯人的后裔。智利的非洲裔人口一直比较少，约占总人口的1.5%。除上述地区之外，智利亦接受了来自玻利维亚、厄瓜多尔、哥伦比亚、巴西、委内瑞拉、墨西哥、加拿大、美国、中美洲、乌拉圭、加勒比地区、巴拉圭、秘鲁、中国大陆、台灣、日本、韩国的移民。根据2011年人口普查，智利约有8％的人口认为自己是原住民。

### 語言
智利通用西班牙语（但是当地西班牙语颇具自己的特点，例如“Chile”念做[ˈʃiːle]）。马普切语、南玻利维亚克丘亚语、艾马拉语、拉帕努伊语是原住民语言。在智利南部部分地区，也有人使用德语。

## 政治

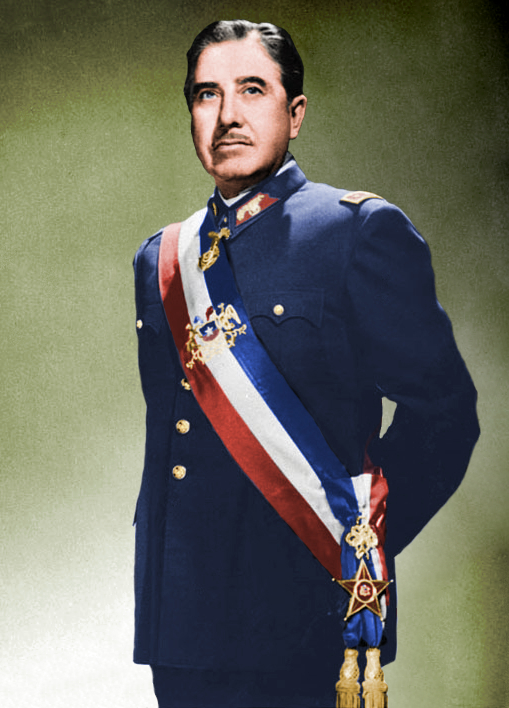
军政府独裁者奥古斯托·皮诺切特，1973年至1990年间为智利的国家领导人

智利是总统制共和国，其宪法（由奥古斯托·皮诺切特制定的）是1980年制定的。但许多重要的基本法是1989年才制定的。
总统每4年选举產生，不可連任。国会由两个院组成。参议院有50名成员，眾議院有155名成员。
智利从1987年起开放黨禁。其中最重要的有：基督民主党（Partido Demócrata Cristiano, PDC）；社会民主党（Partido por la Democracia, PPD）；保守民族革新党（Renovación Nacional, RN）和社会主义党（Partido Socialista, PS）。

## 军事
智利軍隊包括了陸、海、空三軍。智利總統是其最高統帥，并且通過國防部制定政策。近幾年經過幾次大的裝備更新，智利軍成為拉丁美洲一支技術最精良、最專業的軍隊。武器裝備主要來自德國、美國、以色列、法國和西班牙。

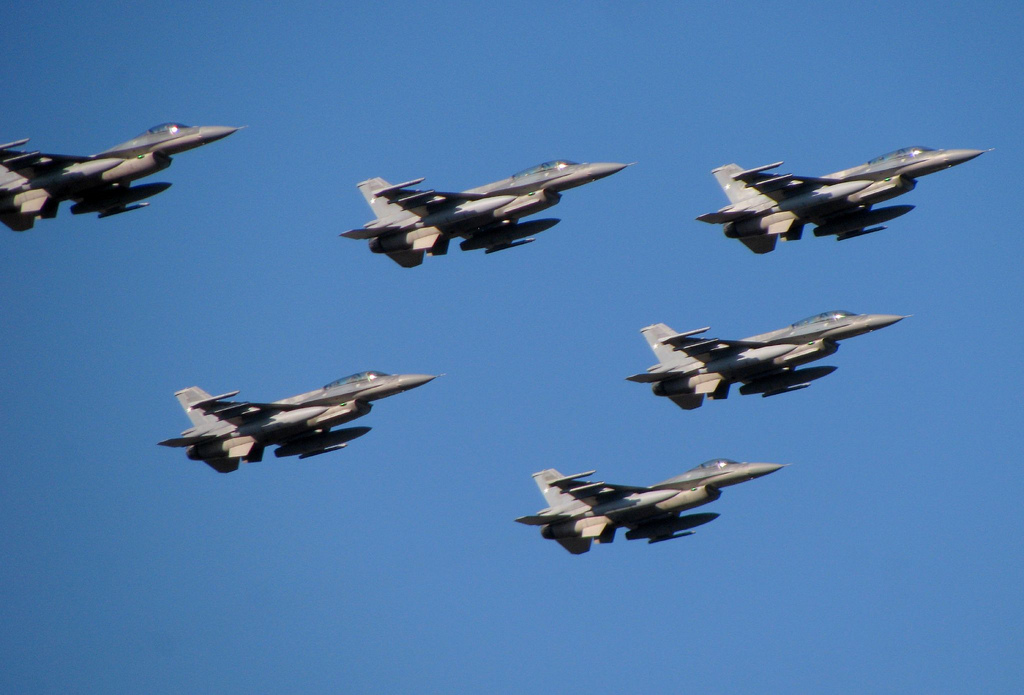
智利F-16CHL戰機
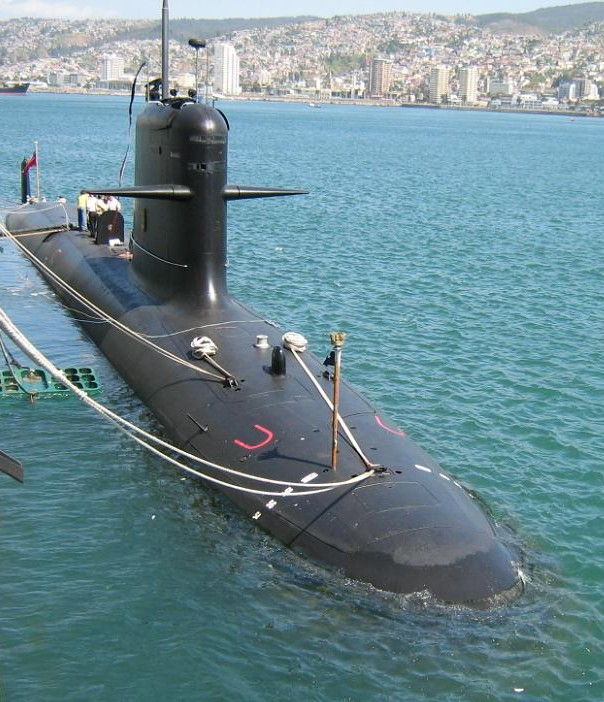
鮋魚級潛艇
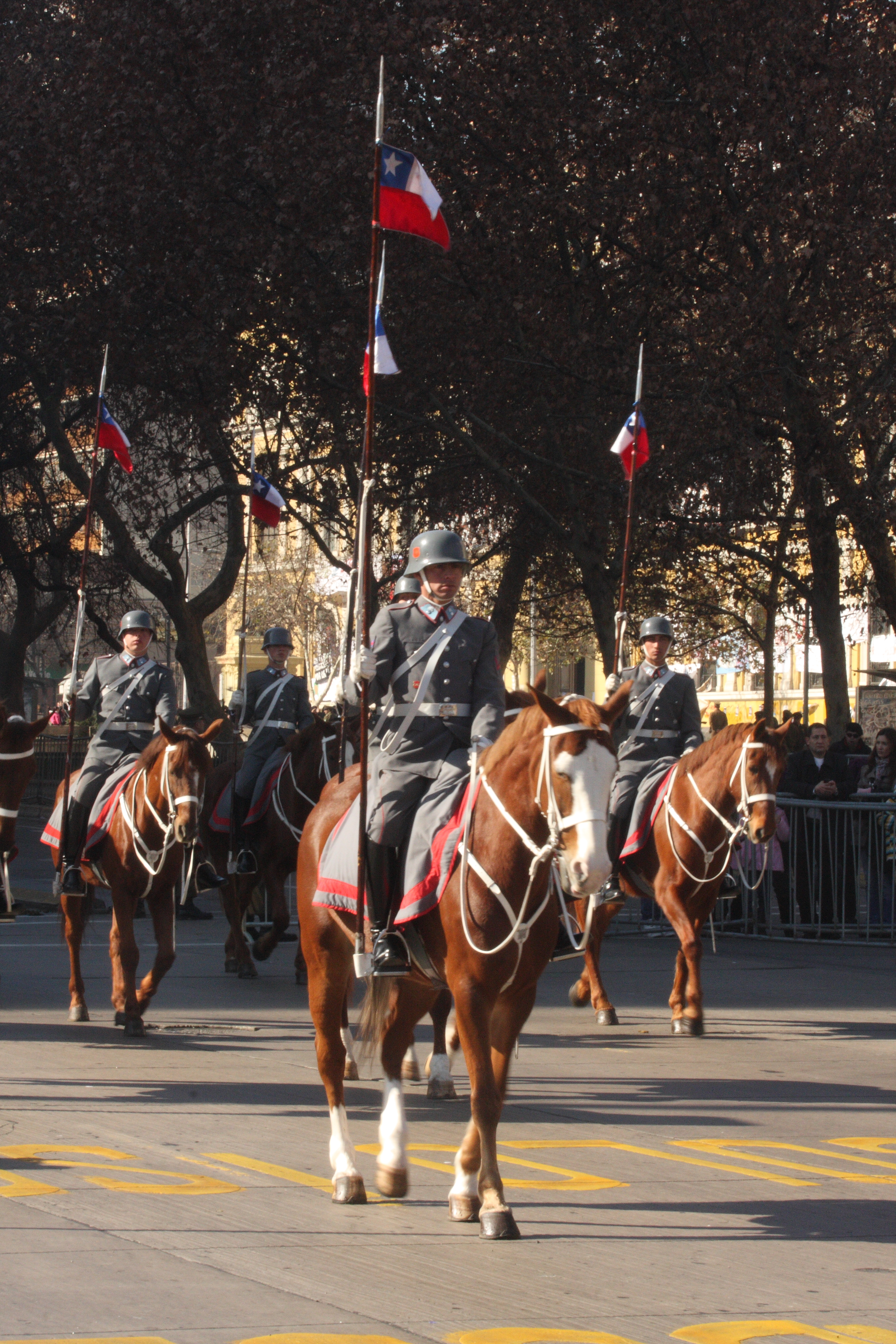
由於智利陸軍早期主要由普魯士軍官訓練，因此其制服及步操至今仍帶有濃厚德意志色彩

## 经济

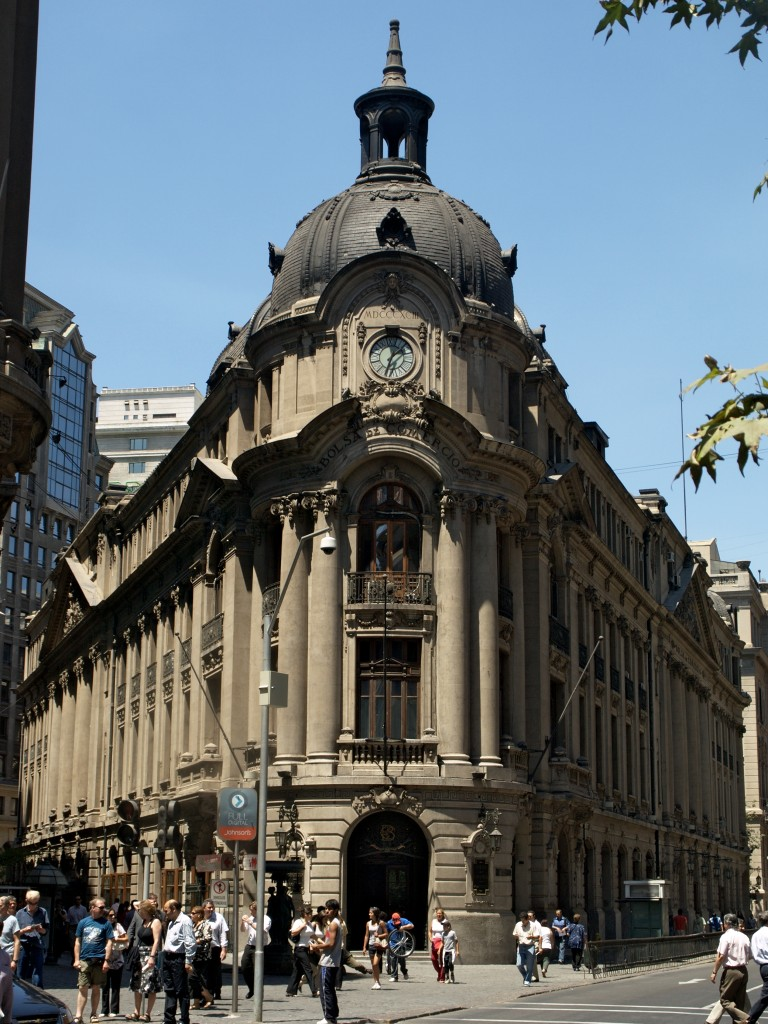
圣地亚哥证券交易所

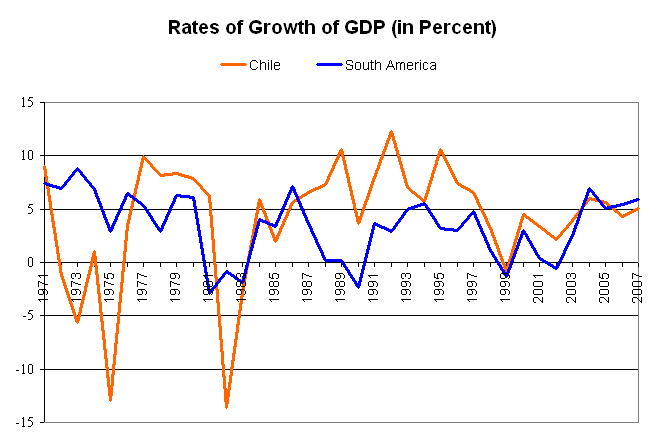
智利GDP成長情況

智利拥有南美洲各国最高的经济自由度指数（排全球第七）、清廉指数，被世界银行集团视为高收入经济体，按照部分评判标准（例如人类发展指数）它又可以算作发达国家。2010年，智利成为南美洲第一个OECD成员国。雖然是拉美最富有的國家之一，惟貧富懸殊問題嚴重，社會對當地的稅制、勞工法和養老金制度等均有改革呼聲。
2010年，智利全国总劳动人口约为7,580,000人。2005年，13.2％的劳动力从事农业，23％工业和63.9％服务业。
2013年，名义计算国内生产总值约为2,857.03亿美元，人均国内生产总值17,048美元，已经接近发达国家水平。而购买力平价的人均GDP，则超过20,000美元。
智利官方货币为智利比索。

### 农业
智利农业发达，主要种植苹果、葡萄、玉米、洋葱、小麦、大蒜、豆类等作物；葡萄酒产量高。2006年智利捕鱼量4,442,877吨。

### 工矿业
工矿业是智利国民经济命脉。1991年，智利出口的物品里48%为矿产品。智利是全球最大铜矿产品生產國，铜给智利带来了滚滚财富。例如，埃斯孔迪達銅礦（Escondida），生產全球8%的礦石產銅。

### 旅遊業
自20世紀90年代中期以來，智利的旅遊業已成為該國的主要收入來源之一。2005年，其產值超過5億美元，相當於國內生產總值的1.33%。根據世界旅遊組織的數據，智利是2010年美洲地區第八大最受外國遊客歡迎的目的地，僅次於美國、墨西哥、加拿大、阿根廷、巴西、多明尼加共和國和波多黎各。

## 交通
智利的交通主要靠公路，但由於該國最南端並沒有直接通過公路與中部相連，故水路運輸也在那裡發揮了作用。鐵路在智利歷史上曾具有重要地位，但現在該國的運輸系統中所起的作用相對較小。由於該國的地理位置和主要城市之間的距離很遠，航空業也很重要。

## 外交
智利與世界上172個國家建立有外交關係。智利是南美國家聯盟、美洲國家組織、拉美和加勒比國家共同體、亞太經合組織、太平洋經濟合作理事會、太平洋盆地經濟理事會、不結盟運動、十五國集團等國際和地區組織的成員國和南方共同市場的聯繫國。

## 文化
智利文化集成欧洲移民传统，融合美洲原住民风俗，吸收北美潮流，因此智利文化既有别于世界各文化，又有相似之處。

### 文學

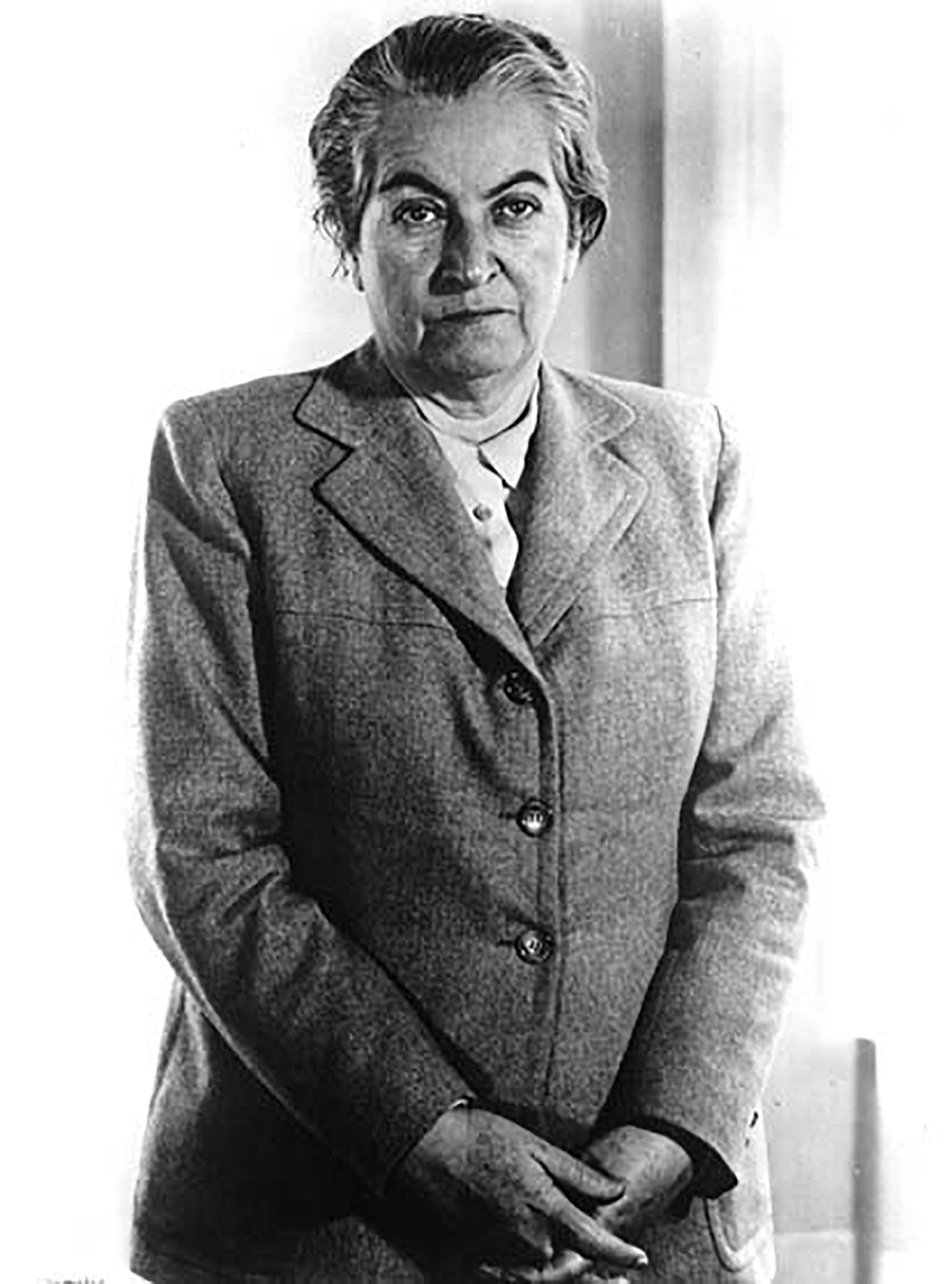
加夫列拉·米斯特拉爾

智利被譽為诗人的国家（un país de poetas）。1945年，加夫列拉·米斯特拉爾是拉丁美洲第一位諾貝爾文學獎得主，也是至今唯一來自拉丁美洲的諾貝爾文學獎女性得主；另一名著名的智利詩人是巴勃羅·聶魯達，他於1971年獲得諾貝爾文學獎，並因其關於愛情和政治的大量作品而聞名於世。

### 音乐
智利的音樂包括民俗音樂、流行音樂和古典音樂。其廣闊的地域在該國北部、中部和南部產生了不同的音樂風格，包括復活節島和馬普切音樂。智利民间音乐融合了歐洲與美洲原住民的特色。奎卡（La cueca），自1979年以来的民族舞蹈，就是一个很好的例子。

### 飲食

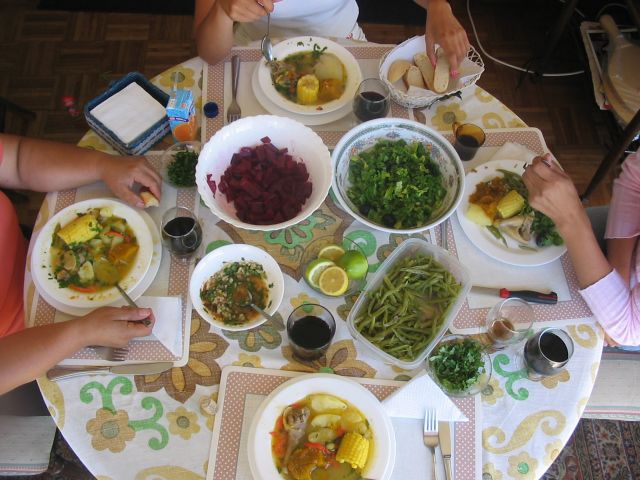
智利式晚餐

智利人以麵食為主，他們喜歡吃海產品、牛肉、羊肉等。智利的名菜以海鮮聞名，Caldillo de Congrio是一種魚湯；Chupe de Mariscos是用牡蠣或用鮮魚燉成的菜。其他菜有雞肉蔬菜湯（Cazuela de ave）、辣味玉米粽子（Humitas）、牛排米飯（Bife Lomo）、瓦鍋蒸牛排麵（Tallarines con Lomito）等。
智利人喜欢一种小食称恩潘納達（Empanada），外观类似中華“韭菜盒子”，填充馅可为各种食材，如牛肉、鸡蛋、起士、火腿等等。

### 宗教
70%的人信仰天主教，15%信仰新教，3.3%信仰後期聖徒運動，1%信仰耶和华见证人，8.3%的人為無神論者。

### 體育
智利最受歡迎的運動是足球。其中包括舉辦過1962年世界杯，該年智利國家足球隊獲得第三名，另外智利曾獲得兩次美洲杯冠軍（2015年和2016年）。
在夏季奧運會上，智利共獲得兩枚金牌（網球）、七枚銀牌（田徑、馬術、拳擊、射擊和網球）和四枚銅牌（網球、拳擊和足球）。

### 节假日
| 日期     | 中文名               | 当地名 | 备注             |
| -------- | -------------------- | ------ | ---------------- |
| 1月1日   | 元旦                 |        |                  |
| 3月或4月 | 復活节               |        | 第二周周五、周六 |
| 5月1日   | 勞動節               |        |                  |
| 5月21日  | 伊基克海战节(海军节) |        |                  |
| 6月28日  | 圣佩德罗圣巴勃罗节   |        |                  |
| 9月18日  | 独立日(国庆节)       |        |                  |
| 9月19日  | 陸军节               |        |                  |
| 10月12日 | 哥伦布日(发现美洲日) |        |                  |
| 12月25日 | 聖誕節               |        |                  |

### 世界遺產
智利於1980年2月20日批准了《保护世界文化和自然遗产公约》。截至2023年，智利共有7處世界遺產（其中1项与阿根廷、玻利维亚、哥伦比亚、厄瓜多尔、秘鲁共有）。除此之外，智利共有17处文化遗迹被列入《世界遗产预备名单》。

## 教育
智利教育高度发达，其教育水準在发达国家中受到普遍認可。实行12年义务基础教育。中等学校分为两种：一种是科学-人文学校，即普通中学，另一种是技术-职业学校。
目前在校学生为425万，其中6至18岁的学生为360万，大学生65万。成人识字率为95.79%，文盲率为4.09%左右。人均受教育时间为9.25年。2002年教育经费支出为19585.44亿比索（约合28亿美元）。全国有各类教育机构1.08万所，其中高等教育院校298所，职业学校82所，技术培训中心156个。著名大学有：智利天主教大学、智利大学、康塞普西翁大学。其中智利天主教大学是全南美排名第二、世界排名第228位的大学（据美国时代周刊2006年世界大学排行榜资料显示），其学校和与著名高校，比如斯坦福大学合作密切。

## 引用
1. ↑  . Central Bank of Chile.   [2012-09-16]. （原始内容存档于2012-05-10）.
2. ↑  . POBLACIÓN PAÍS Y REGIONES – ACTUALIZACIÓN 2002–2012. National Statistics Institute. 2014-09-04  [2014-09-04]. （原始内容存档于2018-12-12）.
3. ↑  . Emol.   [2014-02-26]. （原始内容存档于2016-08-22） （西班牙语）.
4. 1 2 3 4  . World Economic Outlook Database. International Monetary Fund (IMF). April 2022  [2022-05-22]. （原始内容存档于2022-05-22） （英语）.
5. ↑   (PDF). UNITED NATIONS DEVELOPMENT PROGRAMME.   [2018-11-04]. （原始内容存档 (PDF)于2018-09-15）.
6. ↑   (PDF). UNITED NATIONS DEVELOPMENT PROGRAMME.   [2019-12-21]. （原始内容 (PDF)存档于2020-01-18）.
7. ↑  . Chile.com. 2000-06-15  [2009-12-17]. （原始内容存档于2009-04-15）.
8. ↑  . . Grolier Online. 2005  [2005-03-02]. （原始内容存档于2002-07-21）. The name Chile is of Native American origin, meaning possibly 'ends of the earth' or simply 'sea gulls'.
9. ↑  何國世. . 臺北市: 三民. 2022-10-26. ISBN 9789571474915.
10. ↑  徐亦超. . 环球网. 2016-10-26  [2023-02-04].
11. ↑  Christian, Shirley. . The New York Times. 1989-12-16  [2008-05-02]. （原始内容存档于2023-01-23）.
12. ↑  .   [2006-01-17]. （原始内容存档于2006-01-18）.
13. ↑  [永久]
14. ↑  .   [2010-02-28]. （原始内容存档于2010-03-04）.
15. ↑  Ministerio de Educación. . Curriculum Nacional. MINEDUC. Chile.   [2023-01-21]. （原始内容存档于2023-01-21）.
16. ↑  Cooperativa.cl. . cooperativa.cl.   [2018-05-01]. （原始内容存档于2018-03-08）.
17. ↑  .   [2013-12-22]. （原始内容存档于2013-12-19）.
18. ↑  Nacional, Biblioteca del Congreso. . www.bcn.cl/leychile.   [2022-08-01]. （原始内容存档于2016-01-19） （西班牙语）.
19. ↑  Bawden, John R. . University of Alabama. 2016: 218–219. ISBN 978-0-8173-1928-1.
20. ↑  .   [2015-06-11]. （原始内容存档于2010-04-23）.
21. ↑  反地鐵加價 智利示威者縱火毀站 （页面存档备份，存于） 明報 2019-10-20
22. ↑  .   [2020-04-24]. （原始内容存档于2020-04-26）.
23. ↑  World Tourism Organization (WTO).  (PDF). . 2010: 8  [2011-04-20]. （原始内容 (PDF)存档于2012-01-21）.
24. ↑  . Uchile.cl.   [2009-12-17]. （原始内容存档于2020-05-10）.
25. ↑  . Memoriachilena.cl.   [2023-02-09]. （原始内容存档于2009-01-12）.
26. ↑  . Memoria Chilena: Portal.   [2023-02-04]. （原始内容存档于2017-12-27）.
27. ↑  Maria Baez Kijac. . Harvard Common Press. 2003  [2013-07-14]. ISBN 978-1-55832-249-3. （原始内容存档于2023-11-29）.
28. ↑  .   [2023-02-12]. （原始内容存档于2023-02-12）.
29. ↑  . UNESCO.   [2015-10-31]. （原始内容存档于2023-02-25）.
30. ↑  . Paris: UNESCO.   [2017-12-11]. （原始内容存档于2023-02-15）.